# Levadiakos
PAE Levadiakos APO (řecky ΠΑΕ Λεβαδειακός ΑΠΟ) je řecký fotbalový klub z města Livadia v centrálním Řecku, který byl založen v roce 1961 sloučením lokálních klubů Pallevadeiaki Levadia a Trofonio Levadia. Letopočet založení je i v klubovém emblému. Domácím hřištěm je městský stadion Levadia s kapacitou 5 900–6 500 míst.
Klubové barvy jsou zelená a modrá.